# Siège de Ceuta (1790-1791)
Pour les articles homonymes, voir Siège de Ceuta.
Guerre hispano-marocaine (1790-1791)
Le siège de Ceuta de 1790-1791 est une tentative du sultan alaouite Moulay Yazid de prendre la ville de Ceuta, préside espagnol au nord de l'Empire chérifien.

## Contexte et préparatifs
Le 11 avril 1790, le sultan marocain Mohammed ben Abdallah décède de maladie. Son fils Moulay Yazid, connu pour sa haine viscérale des chrétiens et des juifs, lui succède. À la suite de la capture de deux navires corsaires par des frégates espagnoles, Moulay Yazid furieux, déclare la guerre sur terre aux Espagnols le 23 septembre 1790, puis met en place le lendemain les préparatifs du siège devant Ceuta.
Moulay Yazid lève alors une armée de 18 à 20 000 hommes dont le commandement est confié à son frère, Moulay Ali,. Les forces marocains établissent leur quartier général dans le Seraglio situé à l'exterieur des murs, et y installent 14 batteries. Les Marocains qui n'ont pas de flotte considérable ne peuvent imposer un blocus naval, et se voient obliger d'ouvrir une brèche quelque part dans les murs de la ville afin d'y pénétrer. Les Marocains établirent leur quartier général sur la hauteur du Serrallo et installèrent plusieurs batteries d'artillerie : les Terrones, Otero, Talanquera, deux à cala Benítez, Morro de la Viña, Tramanquera, Puntilla, Cañaveral et Ceuta la Vieja.
Du côté espagnol, Ceuta est initialement défendue par 6 000 fantassins espagnols, soutenus par 140 canons. Les défenses de la ville ont été renforcés par le gouverneur José de Sotomayor y Echevarría. De plus, des renforts considérables d'infanterie, d'artillerie et d'ingénieurs sous le commandement-général de Luis de Urbina renforceront la ville. 
La marine espagnole est également mobilisée avec une escadre placée dans la baie d'Algésiras pour intercepter des convois destinés aux Marocains, ainsi qu'une présence de canonnières à Ceuta, pour soutenir les assiégés.

## Déroulement
Les Marocains débutent les hostilités par quelques volées d'artillerie, à partir du 25 septembre. Le siège va se révéler long et rude. De part et d'autre on ne fait pas de prisonniers. À partir du 4 octobre, l'armée marocaine intensifie son feu, et continue à accumuler de l'artillerie, des munitions et des vivres autour de Ceuta. Les attaques marocaines restent cependant trop faibles pour pouvoir pénétrer Ceuta, et la défense espagnole tient bon.
Des tentatives de négociations entre les deux pays ont rapidement lieu. Ces rencontres entre représentants espagnoles et marocains ne mettent pas pour autant fin aux hostilités. En janvier 1791, des pourparlers sont engagés avec le roi d'Espagne Charles IV, pour conclure une paix. Les deux camps s'engagent alors à arrêter les hostilités, les Espagnols rendent les deux navires corsaires capturés tandis que Moulay Yazid délivre les prisonniers espagnols qu'il détient. Entre-temps, un cessez le feu est imposé. Les deux camps en profitent pour renforcer leur position et amener des renforts.
Cependant, les deux nations n'arrivent pas à se mettre d'accord sur le traité de paix, d'autant plus que Moulay Yazid demande la restitution de Ceuta, de Melilla, du Peñón de Vélez de la Gomera et du Peñón de Alhucemas, ou le paiement d'un tribut pour ces places. De plus, le refus du sultan marocain de retirer ses forces autour de la ville pousse à la rupture des négociations. Charles IV décide de déclarer lui aussi officiellement la guerre au Maroc, et ordonne de bombarder Tanger,.
Moulay Yazid se présente alors devant Ceuta le 19 août appelant le gouverneur à se rendre. Les hostilités reprennent. Le 25, les Espagnols remarquent que les batteries ennemies ne sont pas gardées par une importante garnison, d'autant plus que l'artillerie marocaine semble alors inactive à ce moment-là. Une sortie est menée conjointement avec la marine, qui escorte les forces terrestres en dehors de la ville avec pour but de cibler les batteries marocaines. C'est un succès, les Espagnols surprennent les Marocains et endommagent fortement leur artillerie. 
Les Marocains répondent quelques jours plus tard, le 30, par une attaque massive. 8 000 hommes soutenus par des batteries, tentent en vain de pénétrer Ceuta. Les échanges d'artillerie continuent cependant. 
Le 14 septembre, les Marocains ralentissent leur feu, et proposent une trêve. Ce que le commandant général Louis de Urbina accepte à condition qu'ils retirent leur artillerie et retranchements dans les quinze jours. Après quatorze mois de siège, deux révoltes dans le sud du pays menées par ses autres frères Moulay Hicham proclamé sultan à Marrakech, et Moulay Abderrahmane proclamé à Taroudant, oblige Moulay Yazid à décamper avec la plus grande partie de ses troupes de Ceuta le 18,. 
Le 30 septembre, devant le retard des dernières troupes marocaines à évacuer la zone, une colonne espagnole de 1 200 hommes sous les ordres du brigadier José de Urrutia, met en fuite les Marocains et détruit une partie de leurs travaux de siège. Cet échec porte un coup sévère au moral des Marocains. En réponse à cette attaque, Moulay Yazid décide de relancer les hostilités, et exécute quatre prisonniers espagnoles. Le 31 octobre, le commandant-chef Luis de Urbina mène avec succès une sortie générale de la garnison contre les Marocains toujours postés autour de Ceuta. Quelques jours plus tard, des renforts marocains arrivent dans la zone, et menacent à nouveau la ville. Toujours animées par les desseins guerrière de Moulay Yazid, les armées marocaines poursuivent le siège et tentent de maintenir la pression sur les Espagnols, entre les détonations incessantes des canons, l'armée marocaine avançait lentement mais sûrement vers une victoire à l'usure , bien que les pertes et les dépenses de cette guerre fussent considérable. Cependant, simultanément, le Sultan doit faire face à une double révolte qui créer l'anarchie dans l'Empire chérifien, ce qui le contraint à interrompre les combats et à ordonner le retrait total de l'armée marocaine,. Moulay Yazid envoie plus tard une ambassade à Charles IV pour conclure une paix définitive.

## Conséquences
Moulay Yazid se porte donc avec son armée sur Marrakech qu'il reprend de force et bat son frère Moulay Hicham qu'il tente de poursuivre. Blessé à la joue par une balle, Moulay Yazid rentre à Marrakech et y meurt des suites de sa blessure.

## Sources